# 羅騰祥
羅騰祥（1915年—2016年6月30日），廣東梅縣人，香港企業家，抗日戰爭時期曾加入中華民國空軍。飲品企業維他奶創辦人羅桂祥之八弟，後創立餐飲集團大家樂。人稱「八叔」。

## 生平
羅騰祥生於梅縣一個客家貧戶，後隨家人遷居南洋。高中時到香港投靠兄長，曾入讀英皇書院。抗日戰爭時期在位於啟德的遠東航空學校學習飛機維修，後響應抗日團體號召加入中華民國空軍，參與飛虎隊的飛機維修工作，曾被派往美國德薩斯州受訓。
戰後回到遠東航空學校任教，後曾從事汽車經紀。1952年加入兄長羅桂祥創辦的香港荳品有限公司（維他奶國際前身），任生產部經理。
1960年代末，羅騰祥欲自立創業，曾開設假髮廠但蝕本結業，又想起在美國接受訓練時接觸到的牛肉漢堡包，萌生開設快餐店的念頭。1968或1969年，羅騰祥與羅桂祥之子羅開睦離開香港荳品有限公司，創立快餐店「大家樂」。其後發展成大家樂集團並在香港上市，羅騰祥為第一任主席。
1980年代末羅騰祥逐漸退出公司管理及部署交接，分別於1989年及1997年將首席執行官及主席之位，交予女婿陳裕光接任。
2016年4月其子羅開光接替陳裕光成為集團主席。同年6月30日羅騰祥辭世，享年101歲。

## 家族與事業繼承
- 長女羅碧靈1982年加入大家樂，出任要職多年。[5]
- 幼女羅寶靈嫁予陳裕光[6]。陳裕光在羅騰祥退休後接任集團主席，至2016年淡出大家樂業務。
- 兒子羅開光，在陳裕光為集團主席時期曾任首席執行官，2016年接替陳裕光成為集團主席。首席執行官職位由羅開睦之子羅德承接任。[7][8]

## 另見
- 羅桂祥家族